# Аральський провулок (Київ)
Ара́льський прову́лок — зниклий провулок, що існував у Подільському районі міста Києва, місцевості Вітряні гори, Пріорка. Пролягав від Западинської до Водяної вулиці.

## Історія
Провулок виник в 1-й половині XX століття під назвою 274-та Нова вулиця. Назву Аральський провулок набув 1955 року. 
Ліквідований у зв'язку зі зміною забудови в 1960–70-х роках.